# La Bière supérieure
La Bière supérieure est le 14e album publié dans la série Donjon Monsters de la saga Donjon. C'est un album de bande dessinée scénarisé par Lewis Trondheim et Joann Sfar et dessiné par Bastien Quignon. Publié en 2021 par l'éditeur français Delcourt.

## Résumé
Bonnie Malory quitte son village natal peuplé de lapins racistes pour découvrir le monde et vendre de la bière. Au cours de son voyage, elle rencontrera une alliée inattendue et ensemble elles entameront la construction d'un empire commercial.